# Џим Парсонс
Џејмс Џозеф Парсонс (енгл. James Josef Parsons; Хјустон, 24. март 1973) амерички је глумац. Познат је по улози Шелдона Купера у серији Штребери.

## Биографија
Рођен је у Хјустону, а тренутно живи у Лос Анђелесу. Свира клавир, прати тенис, кошарку и фудбал. Најстарији је од три детета својих родитеља. Висок је 188 cm.
Завршио је глуму на Универзитету у Хјустону, а магистрирао је у Сан Дијегу. Након магистратуре се преселио у Њујорк где је започео своју глумачку каријеру.
Добио је две Еми награде-2009. и 2010. године. У јануару 2011. године добио је Златни глобус за најбољег глумца у телевизијској серији „Штребери“ (за улогу Шелдона).

## Филмографија
| Улоге      |                 |               |                        |                                  |
| Година     | Српски назив    | Изворни назив | Улога                  | Напомена                         |
| 2004.      |                 |               | Тим                    |                                  |
| 2005.      |                 |               | Оливер                 |                                  |
| 2006.      |                 |               | Друг из разреда        |                                  |
| 2007.      |                 |               | Спим                   |                                  |
| 2007—2019. | Штребери        |               | Шелдон Купер           | ТВ серија                        |
| 2011.      | Велика година   |               | Крејн                  |                                  |
| 2011.      | Мапетовци       |               | људска верзија Волтера | камео                            |
| 2011.      | Ај Карли        |               | Калеб                  | епизода iLost My Mind; ТВ серија |
| 2012.      |                 |               | Принц                  |                                  |
| 2015.      | Код куће        |               | Оу (глас)              |                                  |
| 2016.      | Скривене бројке |               | Пол Стафорд            |                                  |
| 2017—2024  | Млади Шелдон    |               | одрасли Шелдон Купер   | наратор; ТВ серија               |

## Галерија
- Џим Парсонс
- Џим Парсонс 2008.
- Џим Парсонс